# Tomasz Sokołowski (ur. 1977)
Tomasz Robert Sokołowski (ur. 27 kwietnia 1977 w Dębicy) – polski piłkarz grający na pozycji obrońcy lub pomocnika.
Dysponujący średnimi warunkami fizycznymi (175 cm wzrostu i 67 kg wagi) zawodnik swoją karierę rozpoczynał w sezonie 1995/1996 występując w zespole Igloopol Dębica. W następnym roku przeniósł się do Amiki Wronki. Przed sezonem 2003/2004 trafił do Legii Warszawa. Od lata 2006 roku występuje w Arce Gdynia.
W polskiej ekstraklasie zadebiutował 17 sierpnia 1996 roku w spotkaniu Amiki Wronki z GKS-em Bełchatów. Dotychczas rozegrał w niej 280 meczów i strzelił 11 goli (stan na 24 grudnia 2009 roku).
Tomasz Sokołowski grając w barwach Amiki Wronki zdobył trzy Puchary Polski oraz jeden Superpuchar. Będąc graczem Legii Warszawa został mistrzem Polski w sezonie 2005/2006.
3 września 2010 został piłkarzem GKS Katowice.
W 2012 roku rozpoczął pracę jako trener z drużynami młodzieżowymi. Pracował też jako drugi trener w sztabie szkoleniowym reprezentacji Polski U-18.